# Balmoș
Le balmoș, ou balmuș, est un plat traditionnel roumain dont les ingrédients principaux sont la mămăligă et plusieurs sortes de fromages roumains.

## Préparation
Pour la préparation du balmoș, la semoule de maïs doit être bouillie avec du lait de brebis. D'autres ingrédients, comme du beurre, de la smântână, du telemea, du caș, de l'urdă sont ajoutés au mélange à certains stades de la préparation. C'est une ancienne spécialité des bergers roumains que, de nos jours, peu de gens savent encore vraiment préparer.